# Rahim Er
Rahim Er (nascido em 12 de abril de 1950 em Carpute, Elaze, Turquia) é um autor e advogado turco e colunista diário do diário Türkiye.

## Biografia
Depois de terminar Adana Erkek Lisesi em 1969, formou-se na Faculdade de Direito da Universidade de Istambul em 1974. Ele é membro da Ordem dos Advogados de Istambul e da União das Associações de Advogados da Turquia. Em 1976, ingressou no jornal diário Türkiye e começou a escrever colunas diárias. Er era o gerente geral fundador da Türkiye Çocuk, uma revista semanal para crianças; TGRT, um canal de televisão nacional turco que foi comprado pela Fox Broadcasting Company e mudou para seu nome atual Fox Türkiye; e İhlas Databank, que foi a base do ihlas.net, um dos primeiros provedores de serviços de Internet da Turquia. Ele hospedou programas de televisão e rádio no TGRT e TGRT FM desde 1996. Foi também presidente do conselho de administração da BKY - Babıali Kültür Yayıncılığı A.Ş de 12 de novembro de 1999 a 15 de abril de 2013.
Rahîm Er é autor dos livros Sevgili Peygamberim, İmparatorluk Coğrafyasında Diplomasi Koşturmak, Örsteki Ülke Türkiye, Hayatın Rengi İnsan e Osmanlı Milletler Topluluğu . Atualmente, ele tem uma coluna intitulada İmza (em inglês: The Signature) no jornal diário Türkiye.
Em 2008, Er foi processado nos termos do Artigo 301 do Código Penal Turco por causa de suas opiniões criticando o Tribunal de Cassação da Turquia. Embora estivesse criticando o Tribunal de Cassação por causa da duração dos julgamentos, da pesada carteira de pedidos e de sua resistência oculta ao estabelecimento de tribunais regionais de recurso na Turquia, Er foi acusado de insultar uma instituição da República da Turquia pelos principais promotores públicos. escritório em Bakırköy. No entanto, como uma série de alterações foram feitas no artigo 301 em 30 de abril de 2008, incluindo uma nova emenda que torna obrigatória a aprovação do ministro da Justiça para registrar uma queixa referente ao artigo 301, esta acusação ficou impressionado com a demissão do ministro da justiça.